# Claudio Rubiano
Claudio Rubiano (Armenia, Quindío, Colombia; 22 de enero de 1995) es un futbolista colombiano. Juega de centrocampista o defensa.

## Clubes
| Club                | País                | Año                 | Partidos | Goles |
| ------------------- | ------------------- | ------------------- | -------- | ----- |
| Atlético Huila      | Colombia            | 2015 - 2017         | 12       | 0     |
| Llaneros            | Colombia            | 2017 - 2018         | 38       | 1     |
| Patriotas Boyacá    | Colombia            | 2019                | 0        | 0     |
| Llaneros            | Colombia            | 2019                | 4        | 0     |
| Atlético F. C.      | Colombia            | 2020 - 2022         | 59       | 1     |
| Total en su carrera | Total en su carrera | Total en su carrera | 113      | 2     |